# Jean-Victor Poncelet
Jean-Victor Poncelet, (Metz, 1 de julho de 1788 — Paris, 22 de dezembro de 1867) foi um matemático e engenheiro francês.

## Vida
Considerada uma retomada da geometria projetiva, seu trabalho Traité des propriétés projectives des figures é considerado o primeiro texto definitivo sobre o assunto desde o trabalho de Gérard Desargues sobre ele no século XVII. Mais tarde, ele escreveu uma introdução a ele: Applications d'analyse et de géométrie.
Como matemático, seu trabalho mais notável foi em geometria projetiva, embora uma colaboração inicial com Charles Julien Brianchon forneceu uma contribuição significativa ao teorema de Feuerbach. Ele também fez descobertas sobre conjugados harmônicos projetivos; relacionando-os com os polos e linhas polares associados às seções cônicas. Ele desenvolveu o conceito de linhas paralelas que se encontram em um ponto ideal e definiu os pontos circulares no infinito que estão em cada círculo do plano. Essas descobertas levaram ao princípio da dualidade e ao princípio da continuidade e também ajudaram no desenvolvimento de números complexos.
Como engenheiro militar, serviu na campanha de Napoleão contra o Império Russo em 1812, na qual foi capturado e mantido prisioneiro até 1814. Posteriormente, atuou como professor de mecânica na École d'application em sua cidade natal, Metz, período em que publicou Introduction à la mécanique industrielle, obra pela qual é famoso, e aprimorou o design de turbinas e rodas d'água . Em 1837, uma 'Chaire de mécanique physique et expérimentale' foi especialmente criada para ele na Sorbonne (Universidade de Paris). Em 1848, ele se tornou o comandante geral de sua alma mater, a École Polytechnique. Tem seu nome listado entre notáveis engenheiros e cientistas franceses exibidos ao redor do primeiro estágio da torre Eiffel.

## Contribuições

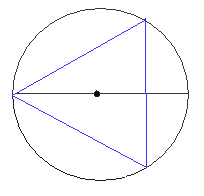
Construção Steiner de um triângulo equilátero

### Teorema de Poncelet-Steiner
Poncelet descobriu o seguinte teorema em 1822: Compasso euclidiano e construções com régua podem ser realizadas usando apenas uma régua se um único círculo e seu centro forem dados. O matemático suíço Jakob Steiner provou este teorema em 1833, levando ao nome do teorema. As construções que este teorema afirma serem possíveis são conhecidas como construções de Steiner.

### Porismo de Poncelet
Em geometria, o porismo de Poncelet afirma que sempre que um polígono é inscrito em uma seção cônica e circunscreve outra, o polígono deve fazer parte de uma família infinita de polígonos que estão todos inscritos e circunscrevem a mesma duas cônicas.

## Publicações selecionadas

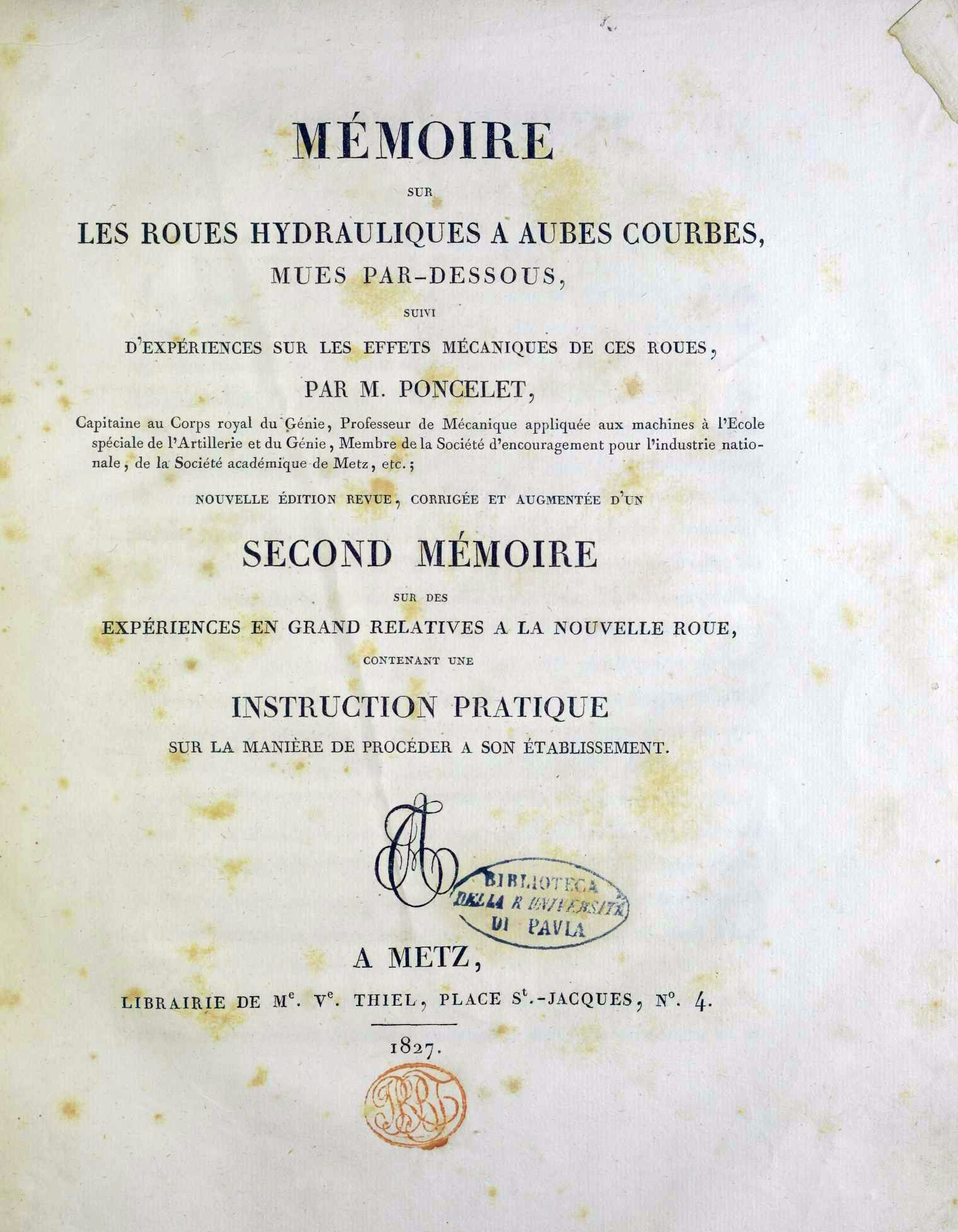
Mémoire sur les roues hydrauliques a aubes courbes, mues par-dessous, 1827

- (1822) Traité des propriétés projectives des figures
- (1826) Cours de mécanique appliqué aux machines
- Mémoire sur les roues hydrauliques a aubes courbes, mues par-dessous (em francês). Metz: veuve Thiel. 1827
- (1829) Introduction à la mécanique industrielle
- Traité de mécanique industrielle physique ou expérimentale (em francês). 1. Brugge: Schiwel. 1844
- Traité de mécanique industrielle physique ou expérimentale (em francês). 2. Brugge: Schiwel. 1844
- Traité de mécanique industrielle physique ou expérimentale (em francês). 3. Brugge: Schiwel. 1844
- (1862/64) Applications d'analyse et de géométrie
- Cours de mécanique appliquée aux machines (em francês). 1. Paris: Gauthier-Villars. 1874
- Cours de mécanique appliquée aux machines (em francês). 2. Paris: Gauthier-Villars. 1876